# Valzeina
Valzeina fue hasta el 31 de diciembre de 2010 una comuna suiza del cantón de los Grisones, ubicada en el distrito de Prättigau/Davos, círculo de Seewis.
Según la decisión del 18 de junio de 2010 de las tres asambleas comunales de las tres comunas: Grüsch, Fanas y Valzeina, las tres comunas fusionarán el 1 de enero de 2011 bajo el nombre de Grüsch.

## Geografía
La antigua comuna limitaba al norte con la comuna de Seewis im Prättigau, al este con Grüsch y Furna, al sur con Trimmis, y al oeste con Zizers, Igis y Malans.